# Pile Bunsen
Pour les articles homonymes, voir Bunsen.

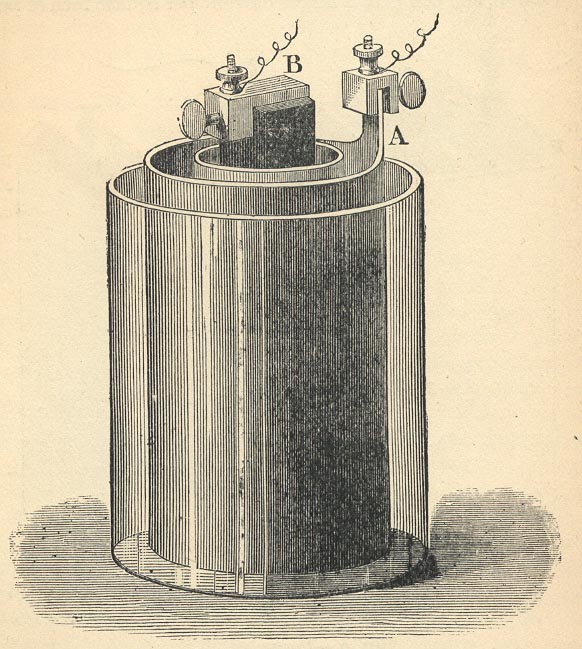
Pile Bunsen

La pile Bunsen est une pile électrique du nom de son inventeur, Robert Wilhelm Bunsen. Elle consistait en une anode de zinc dans de l'acide sulfurique dilué, et une cathode de carbone dans de l'acide nitrique concentré. Les deux liquides étaient séparés par un pot en céramique poreuse. C'est une modification de la pile Grove, Bunsen ayant remplacé la cathode de platine par une électrode de carbone.

## Détails
La tension électrique de la pile Bunsen est 1,9 volt et provient de la réaction suivante:
Zn + H2SO4 + 2 HNO3 →  ZnSO4 + 2 H2O + 2 NO2 ↑

## Usage
Bunsen utilisait cette pile pour extraire les métaux. Henri Moissan utilise un empilement de 90 de ces piles pour l'électrolyse du fluorure d'hydrogène afin de produire l'élément fluor pour la première fois.

## Inconvénients
Comme la pile Grove, la pile Bunsen dégageait des fumées toxiques de dioxyde d'azote par réaction redox qui sont dangereuses pour la santé.